# عنصرية سيبرانية
«العنصرية السيبرانية» هو مصطلح يستخدم لالتقاط ظاهرة العنصرية على الإنترنت. يشمل المصطلح الخطاب العنصري الذي يتم توزيعه من خلال وسائل بوساطة الكمبيوتر ويتضمن بعض أو كل الخصائص التالية: أفكار التفرد العرقي، والمواقف العنصرية تجاه فئات اجتماعية معينة، القوالب النمطية العنصرية، خطاب الكراهية، القومية والمصير المشترك، التفوق العنصري، الأفضلية والانفصال، المفاهيم الأخرى العنصرية، ونظرة عالمية مناهضة للمؤسسة. يمكن أن يكون للعنصرية عبر الإنترنت نفس تأثيرات الملاحظات المسيئة غير الموجودة على الإنترنت.

## تعريفات
مصطلح «العنصرية الإلكترونية» ابتكره لِس باك في عام 2002. تم تفسير العنصرية على الإنترنت على أنها أكثر من مجرد ظاهرة تتميز بأعمال عنصرية معروضة على الإنترنت. وفقًا للجنة الأسترالية لحقوق الإنسان، تتضمن العنصرية الإلكترونية نشاطًا عبر الإنترنت يمكن أن يشمل «النكات أو التعليقات التي تسبب الإساءة أو الأذى؛ الشتائم أو الإساءة اللفظية؛ المضايقة أو الترهيب، أو التعليق العام الذي يؤجج العداء تجاه مجموعات معينة».

## الجذور وعوامل التمكين

### العنصرية المؤسسية
على الرغم من وجود دراسات واستراتيجيات لإحباط ومواجهة العنصرية السيبرانية على المستوى الفردي، إلا أنه لم يتم إجراء العديد من الدراسات التي توسع في كيفية مكافحة جذور العنصرية السيبرانية في العنصرية المؤسسية. ستوفر زيادة الأدبيات حول علاقة العنصرية السيبرانية بالعنصرية المؤسسية سبلًا جديدة للبحث في مكافحة العنصرية السيبرانية على مستوى منهجي. على سبيل المثال، لوحظت صلات العنصرية الإلكترونية بالعنصرية المؤسسية في عمل جيسي دانيلز، أستاذة علم الاجتماع في كلية هانتر.
على الرغم من أن بعض شركات التكنولوجيا قد اتخذت خطوات لمكافحة العنصرية السيبرانية على مواقعها، إلا أن معظم شركات التكنولوجيا مترددة في اتخاذ إجراءات بسبب مخاوف الحد من حرية التعبير. إعلان استقلال الفضاء الإلكتروني، وهي وثيقة تعلن الإنترنت كمكان خالٍ من سيطرة «حكومات العالم الصناعي»، تواصل التأثير على آراء وادي السيليكون وتعكسها.

### القوالب النمطية على الإنترنت
يمكن للصور النمطية على الإنترنت أن تسبب تحيزًا عنصريًا وتؤدي إلى العنصرية الإلكترونية. على سبيل المثال، حذر العلماء والناشطون من أن استخدام الصورة النمطية «الأمير النيجيري» للإشارة إلى المحتالين الذين يدفعون رسومًا مسبقة هو أمر عنصري، أي أن «تحويل نيجيريا إلى دولة من المحتالين والأمراء المحتالين، كما يفعل بعض الأشخاص عبر الإنترنت، هو أمر الصورة النمطية التي يجب استدعاؤها».

### إخفاء الهوية عبر الإنترنت
الآراء العنصرية شائعة وغالبًا ما تكون أكثر تطرفًا على الإنترنت بسبب مستوى إخفاء الهوية الذي يوفره الإنترنت. في كتاب صدر عام 2009 حول «المفاهيم الخاطئة الشائعة حول تفوق البيض عبر الإنترنت، وتهديداته لشباب اليوم؛ والحلول الممكنة للتنقل عبر الإنترنت، مساحة كبيرة حيث يمكن الوصول إلى الكثير من المعلومات بسهولة (بما في ذلك خطاب الكراهية والمحتويات المسيئة الأخرى)»، زعمت الأستاذة المساعدة في جامعة مدينة نيويورك جيسي دانيلز أن عدد مواقع التفوق الأبيض على الإنترنت كان في ذلك الوقت يرتفع؛ خاصة في الولايات المتحدة بعد الانتخابات الرئاسية لعام 2008.

### مجتمعات اليمين البديل على الإنترنت
سمحت شعبية المواقع التي تستخدمها مجتمعات اليمين البديل للعنصرية الإلكترونية بجذب الانتباه من وسائل الإعلام الرئيسية. على سبيل المثال، ادعى اليمين البديل أن «الضفدع بيبي» ميم كرمز للكراهية بعد خلط «بيبي مع الدعاية النازية» على 4 تشان. اكتسب هذا اهتمامًا كبيرًا على تويتر بعد أن قام أحد الصحفيين بالتغريد عن الجمعية. اعتبر مستخدمو اليمين-البديل هذا «نصرًا» لأنه تسبب في مناقشة الجمهور لأيديولوجيتهم.

### التحيز الحسابي
في مقالتها «صعود اليمين البديل»، تشرح دانيلز كيف تعمل الخوارزميات على «تسريع انتشار أيديولوجية تفوق البيض» من خلال إنتاج نتائج بحث تعزز العنصرية الإلكترونية. تفترض دانيلز أن الخوارزميات توجه مستخدمي اليمين البديل إلى مواقع تعكس وجهات نظرهم. يتيح ذلك للمستخدمين الاتصال وبناء المجتمعات على الأنظمة الأساسية التي تفرض قيودًا قليلة أو معدومة على الكلام، مثل ريديت و 4 تشان. تشير دانيلز إلى عمليات البحث على الإنترنت عن ديلان روف، وهو شخص متعصب للبيض، كمثال على كيفية قيام الخوارزميات بإدامة العنصرية الإلكترونية. وتدعي أن بحثه على الإنترنت عن «جريمة أسود على أبيض» وجهه إلى مواقع عنصرية عززت آرائه العنصرية وقوتها. علاوة على ذلك، وجدت لاتانيا سويني، الأستاذة بجامعة هارفارد، أن الإعلانات عبر الإنترنت التي تم إنشاؤها بواسطة الخوارزميات تميل إلى عرض المزيد من الإعلانات لسجلات الاعتقال التي تحمل أسماء أمريكية من أصل أفريقي أكثر من الأسماء التي تبدو قوقازية.

### التصميم التمييزي
كتبت دانيلز في كتابها الصادر عام 2009 عن العنصرية السيبرانية أن «التفوق الأبيض قد دخل العصر الرقمي» مما زاد من مواجهة فكرة الطبيعة «الدمقرطة بطبيعتها» للتكنولوجيا. ومع ذلك، وفقًا لروها بنجامين، فقد ركز الباحثون على تركيز العنصرية الإلكترونية على «كيفية قيام الإنترنت بإدامة أو توسط التحيز العنصري على المستوى الفردي بدلاً من تحليل كيفية تشكيل العنصرية للبنية التحتية والتصميم». يتابع بنيامين حديثه عن أهمية التحقيق في «كيف تديم الخوارزميات العنصرية أو تعطلها... في أي دراسة للتصميم التمييزي».

## قوانين

### أستراليا
في أستراليا، تعتبر العنصرية الإلكترونية غير قانونية بموجب S 18C من قانون التمييز العنصري لعام 1975 (Cth). نظرًا لأنه ينطوي على إساءة استخدام معدات الاتصالات السلكية واللاسلكية، فقد يكون أيضًا جنائيًا بموجب S 474.17 من القانون الجنائي لعام 1995 (Cth). تجعل قوانين الولايات في كل ولاية أسترالية التشهير العنصري غير قانوني، وفي معظم الولايات يعتبر التشهير العنصري الخطير جريمة جنائية. تنطبق هذه القوانين أيضًا بشكل عام على العنصرية الإلكترونية، على سبيل المثال S 7 «التحقير العنصري غير القانوني» و S 24 «جريمة التحقير العنصري الخطير» لقانون التسامح العنصري والديني لعام 2001 (Vic) كلاهما ينص صراحةً على أن السلوك المشار إليه قد تشمل استخدام الإنترنت.

## قضايا شرعية

### قضية ياهو!
في مايو 2000، قامت رابطة مناهضة العنصرية ومعاداة السامية (la Ligue Internationale Contre le Racisme et I'A Antisemitisme-LICRA) واتحاد الطلاب اليهود الفرنسيين (UEJF) برفع دعوى ضد ياهو!، التي استضافت موقعًا للمزاد لبيع سلع الأدوات النازية وياهو! فرنسا قدمت الرابط الذي تم الوصول إليه إلى المحتوى.